# Azazga
Azazga (în arabă عزازقة) este o comună din provincia Tizi Ouzou, Algeria.
Populația comunei este de 34.683 locuitori (2008).